# Binarea spinicollis
Binarea spinicollis är en stekelart som beskrevs av Gaspard Auguste Brullé 1846. Binarea spinicollis ingår i släktet Binarea och familjen bracksteklar. Inga underarter finns listade.